# Skalky skřítků
Skalky skřítků jsou národní přírodní památka v západní části Doupovských hor. Chráněné území leží v katastrálním území obce Doupovské Hradiště, necelý asi jeden kilometr východně od Dubiny, části obce Šemnice v okrese Karlovy Vary.
Předmětem ochrany je skalní útvar laharových uložin s dutinami, které vznikly vyvětráním kmenů a větví rostlin přemístěných bahenním proudem a následnou korozí. Lokalita je významná také z botanického hlediska. Porůstají ji různověké květnaté bučiny, v jejichž podrostu roste mimo jiné lomikámen trsnatý křehký, lilie zlatohlavá nebo okrotice dlouholistá.

## Historie
Chráněné území vyhlásil okresní národní výbor Karlovy Vary s účinností od 20. listopadu 1979. Až do 1. ledna 2015 bývalo součástí vojenského újezdu Hradiště. Patří k lesnímu komplexu květnatých bučin a na podstatné části území se díky dopravní nedostupnosti zachovaly staré bukové nebo smíšené lesy plnící ochrannou funkci. V přístupné části území se v důsledku nahodilé těžby objevuje také lípa a zejména agresivní šíření jasanu a javoru klenu. Kromě toho zmladily dřeviny jako jilm, habr nebo lípa a ve východní části je patrný pozůstatek pařeziny.

## Geologie

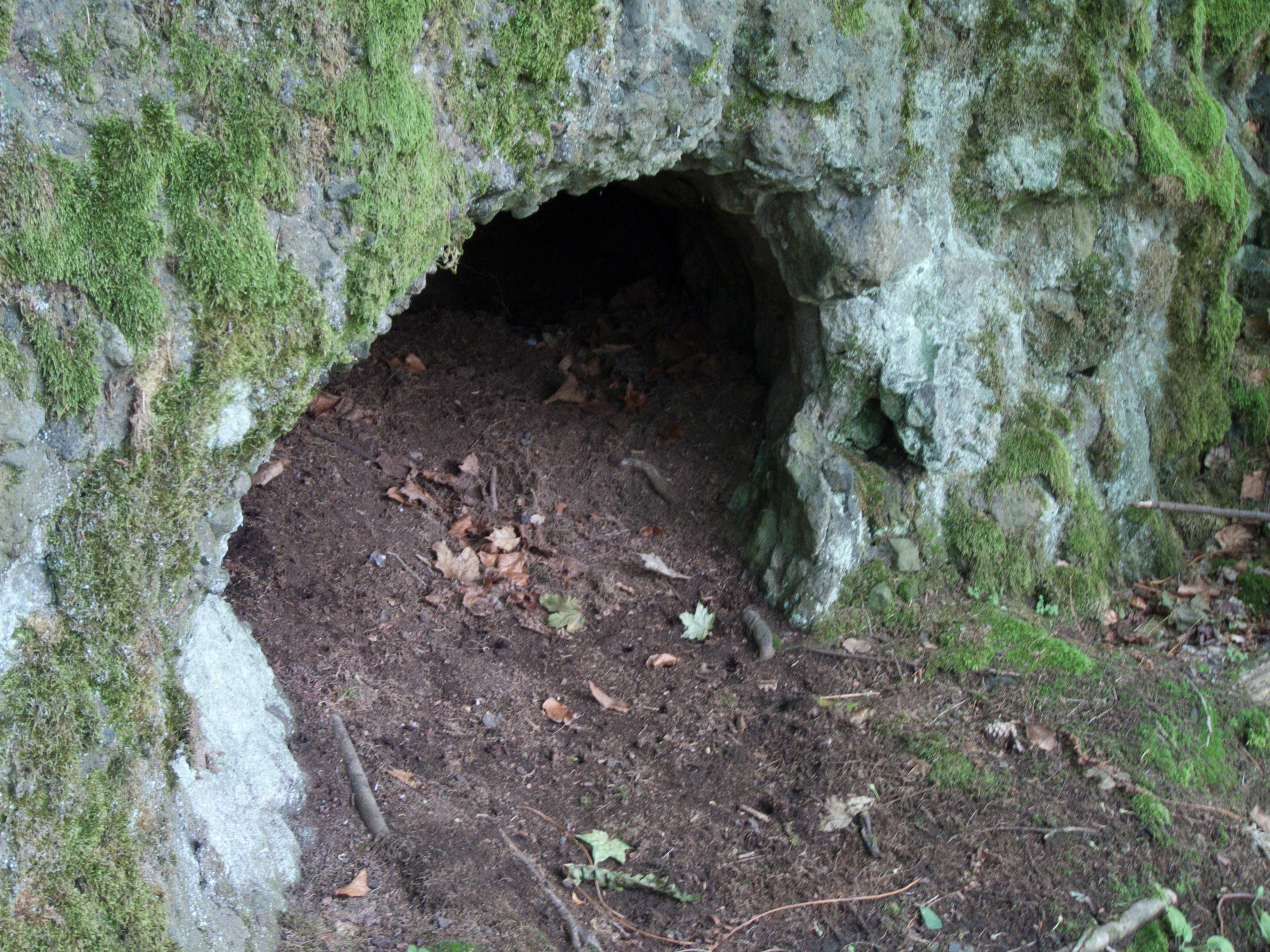
Malá jeskyně v oblasti

Předmětem ochrany je skalní výchoz nevytříděných a nezvrstvených hrubozrnných vulkanických aglomerátů se znaky částečného opracování, které vznikly jako uloženiny laharu. Průměr největších aglomerátů dosahuje 1,2 metru. Tmelícím materiálem se stal jemnozrnný a středně zrnitý popel a vulkanický písek. Hornina je rozpukaná, ale soudržná. Mocnost laharových uloženin zde dosahuje 100–130 metrů.
V nejvyšší části skalního výchozu jsou patrné jeskynní dutiny. Obvykle jsou situované kolmo ke skalnímu masivu a největší je až čtyři metry dlouhá a v průměru měří 1,5 metru.
O vzniku dutin existují dvě teorie. Gustav Karl Laube se domníval (1912), že vznikly díky plynným erupcím v proudu lávy a dotvořeny byly vodní erozí. Proti tomu stojí teorie ze třicátých let 20. století, která tvrdí, že vznik dutin má příčinu ve vyvětrání kmenů a větví, přemístěných a uložených bahenním proudem. Podle Jiřího Babůrka je však nápadná pravidelnost výdutí a nedostatek důkazů o rostlinách na jejich místě. Novější literatura uvádí možnost rozšíření dutin korozivní činností.

## Flóra
V květnatých bučinách dominuje buk lesní (Fagus sylvatica), který doplňují javor klen (Acer pseudoplatanus), lípy (Tilia sp.), jilm horský (Ulmus glabra) nebo v keřovém patru kromě zmlazujících dřevin také zimolez obecný (Lonicera xylosteum), zimolez černý (Lonicera nigra) a lýkovec jedovatý (Daphne mezereum). Na okraji paseky pod chráněným územím rostou polokeře rulíku zlomocného (Atropa bella-donna).
Bylinné patro odpovídá bazickému půdnímu prostředí a mění se podle množství světla, které proniká stromovým patrem. Na rozvolněných místech často převládá kostřava rákosovitá (Festuca arundinacea), svízel lesní (Galium sylvaticum) nebo svízel vonný (Galium odoratum). Doplňuje je ječmenka evropská (Hordelymus europaeus), bažanka vytrvalá (Mercurialis perennis), kyčelnice devítilistá (Dentaria enneaphyllos), kyčelnice cibulkonosná (Dentaria bulbifera), vratič chocholičnatý (Tanacetum corymbosum), zvonek broskvolistý (Campanula persicifolia) a netýkavka malokvětá (Impatiens parviflora).
Početná je populace lilie zlatohlavé (Lilium martagon). Na skalní terase hřebene rostou osladič obecný (Polypodium vulgare), zvonek okrouhlolistý a v trsnatých bocháncích silně ohrožený lomikámen trsnatý křehký (Saxifraga rosacea subsp. sponhemica). Podél drobného hřebene, který se svažuje do údolí Dubinského potoka vykvétá populace několika desítek rostlin okrotice dlouholisté (Cephalanthera longifolia).

## Fauna
V chráněném území pravidelně hnízdí sluka lesní (Scolapax rusticola), holub doupňák (Columba oenas), lejsek šedý (Muscicapa striata) a bývají pozorováni také čáp černý (Ciconia nigra), krahujec obecný (Accipiter nisus) a krkavec velký (Corvus corax). Z netopýrů byl zaznemenán netopýr stromový (Nyctalus leisleri) a netopýr černý (Barbastella barbastellus).

## Ochrana přírody
Národní přírodní památka se téměř zcela překrývá s evropsky významnou lokalitou Hradiště a s ptačí oblastí Doupovské hory. Jejich předměty ochrany jsou suťové lesy, květnaté bučiny a evropsky významné druhy ptáků datel černý (Dryocopus martius), žluna šedá (Picus canus), výr velký (Bubo bubo), čáp černý a lejsek malý (Ficedula parva).

## Přístup
Chráněné území lze navštívit po odbočce ze žlutě značené turistické trasy, která vede z Dubiny přes vrch Bučina do Kyselky.